# Justus Dornier
Justus Dornier (* 10. Dezember 1936 in Friedrichshafen) ist ein Unternehmer, der in der Schweiz lebt. Dornier ist der vierte Sohn von Claude Dornier und war nach dessen Tod Teilhaber und Mitglied im Aufsichtsrat der Dornier-Werke.

## Leben
Er war Inhaber der 2012 liquidierten Justus Dornier AG, der Justus Dornier Holding und weiterer Unternehmen sowie im Verwaltungsrat von mehr als sechs Unternehmen. Er war auch vorübergehend Eigentümer von Teilen der Flug- und Fahrzeugwerke Altenrhein (FFA). Zudem war er Mehrheitseigentümer von Delta Air.
Bekannt wurde Justus Dornier als Wortführer bei den Differenzen zur strategischen Ausrichtung des Unternehmens Dornier in den Jahren 1984/1985, als er drei Vorstände entließ. In Folge davon verkaufte er 1985 alle seine Anteile von Dornier an Daimler-Benz; in der Folge kam es zur Mehrheitsübernahme von Dornier durch Daimler-Benz. Zunächst hatte er einen Verkauf an den Düsseldorfer Röhrenhersteller und Anlagenbauer Mannesmann befürwortet.
Justus Dornier förderte auch den Technologie- und Know-how Transfer für die zivile Luftfahrt in Nigeria.
Das Hauptstaatsarchiv Stuttgart verfügt über eine Sammlung von Zeitungsausschnitten verschiedener Herkunft zur Personengeschichte von Justus Dornier, beginnend mit 1964.